# Марко Капор
Марко Капор (24. јул 1980) српски је предузетник, председник ФК Рад и рагбиста, који као репрезентативац представља Републику Србију у рагбију 15. 
Капор је укупно одиграо 27 такмичарских сезона сениорског рагбија.
 Његов даљи рођак је наш познати сликар и књижевник Момо Капор.

## Биографија и каријера
Марко Капор се родио у Београду, а рагби је почео да тренира у основној школи 1993. Капори су пореклом из Херцеговине. Први Марков тренер је био Горан Вуковић. Током сениорске каријере играо је за Жарково, Партизан и за Рад. Одиграо је преко 150 утакмица за Рад и дао је преко 1 000 поена. Као један од организатора игре Рада, дао је допринос, да рагби клуб са Бањице стигне до четири финала Регионалног рагби 15 првенства, где су сваки пут плаво-бели Београђани заустављени од највећег хрватског рагби 15 клуба "Нада Сплит". 
Капор Марко је рекордер по броју одиграних утакмица и забијених голова за рагби 15 репрезентацију Србије. Одиграо је 50 утакмица и постигао је 209 поена. Играо је за младу рагби 15 репрезентацију Југославије на Светском првенству за младе играче до 20 године 1999. у Швајцарској. Марко има рагби интелигенцију, јаке ноге и прецизан шут. Био је главни тренер рагби 7 репрезентације Србије, са којом је освојио Европско првенство 2011. 
Основао је породицу, ожењен је и има децу. По занимању је приватни предузетник.

### Успеси
Као искусни линијаш, Марко Капор је био део златних генерација Партизана и Рада.
Првак државе
1999, 2000, 2001, 2002, 2003, 2004, 2006, 2007, 2008, 2009, 2010, 2011, 2012, 2013, 2017, 2023.
Освајач националног Купа
2002, 2003, 2006, 2009, 2012, 2013, 2017, 2018, 2020, 2022, 2023.
Вицепрвак Регионалног рагби 15 првенства са Радом
2008, 2009, 2010, 2012.
Европско првенство у рагбију 7 у Летонији
2011. Златна медаља и прво место.